# 2009 au Nicaragua
Cet article présente les faits marquants de l'année 2009 au Nicaragua.

## Évènements
- Mercredi 1er juillet 2009 : Suicide du maire de Managua et ancien triple champion du monde de box, Alexis Argüello (57 ans). Il avait été élu maire de Managua en novembre dernier sous la bannière du Front sandiniste de libération nationale (FSLN). Il avait été champion du monde de boxe dans trois catégories différentes: poids plumes WBA (de 1974 à 1976), poids super plumes WBC (de 1978 à 1980) et poids légers WBC (de 1981 à 1983).

- Dimanche 5 juillet 2009 :
  - Refoulé de l'aéroport de Tegucigalpa (Honduras), l'avion du président destitué Manuel Zelaya se pose à l'aéroport de Managua. Il trouve refuge à l'ambassade du Honduras.
  - Le président désigné du  Honduras Roberto Micheletti affirme avoir connaissance de « mouvements de troupes » au Nicaragua en direction de la frontière entre les deux pays.